# Gomjenica (rivière)
Pour les articles homonymes, voir Gomjenica.
La Gomjenica (en serbe cyrillique : Гомјеница), encore appelée Gomionica (Гомионица), est une rivière de Bosnie-Herzégovine, affluent droit de la Sana. Sa longueur est de 56,7 km.
La Gomjenica appartient au bassin versant de la mer Noire ; son propre bassin s'étend sur 752 km2. Elle n'est pas navigable.

## Parcours
La Gomjenica (Gomionica) prend sa source au nord-ouest de la Bosnie-Herzégovine à une altitude de 570 m, au nord de Zmijanje, près du village de Raca, dans la région de la ville de Banja Luka. Elle effectue ensuite la totalité de son parcours en république serbe de Bosnie. Elle passe à Omarska avant de se jeter dans la Sana près de Prijedor.